# Nordirlands herrlandslag i fotboll
För landslaget som organiserades av IFA 1882–1950, se Irlands herrlandslag i fotboll (1882–1950).
Nordirlands fotbollslandslag representerar Nordirland i fotboll. Laget bildades under slutet av 1800-talet och spelade sin första landskamp 1882. Man har som främsta merit kvalificerat sig till tre VM-slutspel och ett EM-slutspel. Från 1882 till 1921 var hela ön Irland representerad av ett lag, organiserat av Irish Football Association (IFA), idag Nordirlands fotbollsförbund, trots restriktionen 1921 fortsatte IFA använda spelare från hela ön fram till 1950.

## Historia
Nordirland tillhör de verkliga veteranerna inom landslagsfotbollen. Landet spelade sin första landskamp den 18 februari 1882, det blev emellertid förlust mot England med hela 0-13 i Belfast. Motståndet sträckte sig under lång tid till de övriga tre brittiska landslagen. Fram till Irlands frigörelse från Storbritannien representerade dagens Nordirland hela Irland. Den första landskampen som Nordirland spelades mot Skottland 1921. Nordirland fortsatte dock att använda spelare från hela Irland ända fram till 1950 då Fifa förbjöd detta.

### Nordirland i VM
Nordirland har deltagit tre gånger i VM i fotboll. Första gången landet kvalificerade sig var till turneringen i Sverige 1958. I gruppspelet vann Nordirland över Tjeckoslovakien med 1-0, förlorade mot Argentina med 1-3, samt spelade oavgjort, 2-2, mot Västtyskland. I omspelet om andra plats besegrade Nordirland Tjeckoslovakien med 2-1 efter förlängning. I kvartsfinalen mot Frankrike förlorade sedan nordirländarna med 0-4. Trots den avslutande storförlusten är kvartsfinalplatsen Nordirlands hittills bästa insats i VM. Vid turneringen 1958 deltog samtliga brittiska lag (England, Nordirland, Skottland och Wales), Nordirland och Wales klarade sig bäst genom att nå kvartsfinal.
- Kvalet 1962 slutade bara med en vinst mot Grekland(2-0). Man kom näst sist efter Västtyskland och före Grekland.
- Kvalet 1966 slutade bra man kom tvåa och gick inte vidare. I sista mötet fick man 1-1 mot Albanien. Vid 2-1 hade Nordirland gått vidare.
- Kvalet 1970 vann man över Turkiet i båda möten och fick oavgjort och förlust mot Sovjetunionen.
- Kvalet 1974 tog man bara en vinst mot Cypern och 3 poäng.
- Kvalet 1978 tog man 2 vinster och en poäng och kom trea.

Vid VM i Spanien 1982 var Nordirland tillbaka i VM och lyckades över förväntan. Laget vann sin grupp efter 0-0 mot Jugoslavien, 1-1 mot Honduras och sensationella 1-0 mot värdlandet Spanien. I den andra gruppspelsomgången spelade Nordirland 2-2 mot Österrike men föll sedan mot Frankrike med 1-4. Nordirlands Norman Whiteside blev under turneringen historisk som VM:s yngsta spelare genom tiderna. (Se även: Nordirlands fotbollslandslag i VM 1982.)
Vid VM i Mexiko 1986, senast Nordirland kvalade in till mästerskapet, lyckades landet inte ta sig vidare från gruppspelet. I premiären spelade Nordirland mot Rookien Algeriet. Efter bara 6 minuter gjorde Norman Whiteside 1-0 på en Frispark. I 59:e minuten gjorde Algeriet 1-1 genom Djamel Zidane. I nästa match förlorade man mot Spanien med udda målet 1-2. I nästa blev det storförlust mot Brasilien med 0-3. Varpå Nordirland slutade trea i gruppen. I samband med matchen mot Brasilien den 12 juni  fyllde målvakten Pat Jennings 41 år och blev därmed tidernas äldste VM-spelare.
- Kvalet 1990 tog man 2 segrar över Malta och en poäng mot fienden Irland.
- Kvalet 1994 kom Nordirland på 4:e plats och 5 vinster 3 oavgjorda och 4 förluster.
- Kvalet 1998 tog man bara en vinst och 4 poäng och slutade bara på 5:e plats.
- Kvalet 2002 tog man 2 segrar mot Malta och en mot Island och 2 poäng.
- Kvalet 2006 tog man en vinst mot England och en mot Azerbajdzjan. Man tog även 3 poäng och en fjärdeplats.
- Kvalet 2010 - 15p - 4 av 6 placering
- Kvalet 2014 - 7p - 5 av 6 placering
- Kvalet 2018 - 19p - 2 av 6 placering Playoff-förlust mot Schweiz
- Kvalet 2022 - 9p - 3 av 6 placering

### Nordirland i EM
Nordirlands fotbollslandslag kvalade sig in till sitt första fotbolls-EM 2016 i Frankrike. Nordirland kvalade sig genom gruppspelet med vinst över Ukraina med 2-0. I åttondelsfinalen åkte man ut mot Wales som vann med resultatet 1-0.

## OS
Då deltagarna i Olympiska spelen representerar suveräna stater, i Nordirlands fall Storbritannien, kan Nordirlands landslag inte delta i den olympiska fotbollsturneringen även om man lyckas kvala in till turneringen. Gäller ex 2008 då Englands damlandslag hade kvalat in men fick inte delta.
För första gången sen kvalet till OS 1972 planerar Storbritanniens olympiska kommitté (i egenskap av värdnation) att ställa upp med ett gemensamt lag (England, Nordirland, Skottland och Wales tillsammans) för Storbritannien. Skottlands, Wales och Nordirlands fotbollsförbund är däremot kritiska till detta eftersom de är rädda att deras oberoende i europeiska och internationella sammanhang kan hotas.
se även: Storbritanniens herrlandslag i fotboll

## Nuvarande trupp
Följande spelare är uttagna till Uefa Nations League-matcherna mot Grekland, Cypern och Kosovo den 2-12 juni 2022.
Antalet landskamper och mål är korrekta per den 9 juni 2022.
| Nr | Pos. | Namn                   | Födelsedatum (ålder) | Matcher | Mål |            | Klubb             |
| -- | ---- | ---------------------- | -------------------- | ------- | --- | ---------- | ----------------- |
| 1  | MV   | Bailey Peacock-Farrell | 29 oktober 1996      | 33      | 0   | England    | Burnley           |
| 23 | MV   | Trevor Carson          | 5 mars 1988          | 7       | 0   | Skottland  | St Mirren         |
| 12 | MV   | Luke Southwood         | 6 december 1997      | 1       | 0   | England    | Reading           |
|    | MV   | Josh Clarke            | 28 juli 2004         | 0       | 0   | Nordirland | Glenavon          |
|    |      |                        |                      |         |     |            |                   |
| 5  | F    | Jonny Evans            | 3 januari 1988       | 97      | 4   | England    | Leicester City    |
| 17 | F    | Paddy McNair           | 27 april 1995        | 55      | 5   | England    | Middlesbrough     |
|    | F    | Daniel Ballard         | 22 september 1999    | 15      | 2   | England    | Arsenal           |
| 22 | F    | Ciaron Brown           | 14 januari 1998      | 11      | 0   | Wales      | Cardiff City      |
| 2  | F    | Conor Bradley          | 9 juli 2003          | 7       | 0   | England    | Liverpool         |
| 3  | F    | Paddy Lane             | 18 februari 2001     | 3       | 0   | England    | Fleetwood Town    |
|    | F    | Trai Hume              | 18 mars 2002         | 2       | 0   | England    | Sunderland        |
| 20 | F    | Shea Charles           | 5 november 2003      | 3       | 0   | England    | Manchester City   |
| 4  | F    | Brodie Spencer         | 6 maj 2004           | 2       | 0   | England    | Huddersfield Town |
|    |      |                        |                      |         |     |            |                   |
| 8  | MF   | Steven Davis           | 1 januari 1985       | 137     | 13  | Skottland  | Rangers           |
| 7  | MF   | Niall McGinn           | 20 juli 1987         | 71      | 6   | Skottland  | Dundee            |
| 6  | MF   | George Saville         | 1 juni 1993          | 40      | 0   | England    | Millwall          |
|    | MF   | Jordan Thompson        | 3 januari 1997       | 23      | 0   | England    | Stoke City        |
| 16 | MF   | Alistair McCann        | 4 december 1999      | 14      | 1   | England    | Preston North End |
| 19 | MF   | Liam Donnelly          | 7 mars 1996          | 4       | 0   | Skottland  | Motherwell        |
| 14 | MF   | Alfie McCalmont        | 25 mars 2000         | 4       | 0   | England    | Leeds United      |
| 13 | MF   | Caolan Boyd-Munce      | 26 januari 2000      | 0       | 0   | England    | Middlesbrough     |
| 21 | MF   | Charlie McCann         | 24 april 2002        | 0       | 0   | Skottland  | Rangers           |
|    |      |                        |                      |         |     |            |                   |
| 10 | A    | Kyle Lafferty          | 16 september 1987    | 88      | 20  | Skottland  | Kilmarnock        |
| 18 | A    | Gavin Whyte            | 31 januari 1996      | 26      | 4   | Wales      | Cardiff City      |
| 9  | A    | Shayne Lavery          | 8 december 1998      | 14      | 2   | England    | Blackpool         |
| 11 | A    | Dion Charles           | 7 oktober 1995       | 10      | 0   | England    | Bolton Wanderers  |
| 15 | A    | Conor McMenamin        | 24 augusti 1995      | 2       | 0   | Nordirland | Glentoran         |

### Nyligen inkallade
Följande har varit uttagna i det nordirländska landslaget de senaste 12 månaderna.